# Kif Gets Knocked Up a Notch
Kif Gets Knocked Up A Notch (с англ. — «Киф, похоже, залетел») — первый эпизод четвёртого сезона мультсериала «Футурама». Североамериканская премьера этого эпизода состоялась 12 января 2003 года.

## Содержание
Эми расстроена разлукой с Кифом и хочет увидеть его. Это ей удаётся, когда «Межпланетный экспресс» получает задание доставить огромную пилюлю на планету, находящуюся недалеко от места пребывания Кифа. Эми меняет курс корабля, пока остальной экипаж спит.
На борту «Нимбуса» Киф показывает Эми голографические варианты их будущей совместной жизни. В результате поломки некоторые голограммы — Аттила, профессор Мориарти, Джек-Потрошитель и Злобный Авраам Линкольн — оживают. Когда они достигают мостика, Зепп Бранниган стреляет по ним из лазерной пушки (несмотря на предупреждение Аттилы «Нет палка стреляющий огонь в космическом каноэ! Разгерметизация быть может!» (англ. «No shoot fire stick in space canoe. Cause explosive decompression!»), делает дыру в корабле, в которую и высасывает этих исторических персонажей (кроме Злого Линкольна). Положение спасает выкатившаяся из голо-зала материализовавшаяся «Луна», заткнув дыру. Многие ранены в результате происшествия, но никто серьёзно не пострадал, как заключает корабельный доктор. Он же ставит Кифу диагноз — беременность.
Первоначально все считают матерью Эми, так как она дотрагивалась до Кифа, а его раса имеет полупроницаемую мембрану, через которую и возможно забеременеть при простом физическом контакте, но Фрай метко подмечает, что все на мостике дотрагивались до Кифа, а, следовательно, матерью может быть любая\ой. Профессор с помощью своего изобретения Maternifuge устанавливает, что мать ребёнка Кифа — Лила. Впрочем, Киф говорит, что материнство определяется чувствами, а не физическим контактом.
Предродовые приготовления идут полным ходом, но вскоре Эми сбегает, не выдержав неожиданно свалившейся на неё ответственности.
Экипаж «Экспресса» отвозит Кифа на его родную планету Амфибиос 9. Перед самыми родами появляется Эми, которая признаётся, что хочет быть с Кифом, несмотря на то, что сама она пока ещё не готова к материнству. Киф рожает головастиков, которые уходят жить в болото, «пока им не исполнится двадцать лет». Эми заявляет, что поможет им «встать на ноги, когда придёт время».
У некоторых головастиков — один глаз, что еще раз косвенно подтверждает материнство Лилы.